# Okanagan (peuple)
Pour les articles homonymes, voir Okanagan (homonymie).

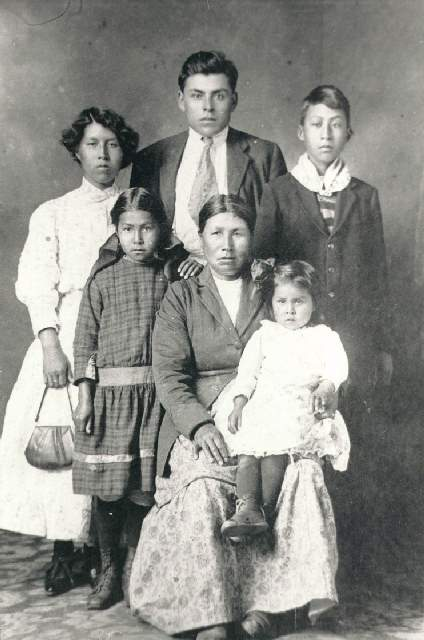
Une famille Okanagan au début du XXe siècle

Les Okanagan (au Canada) ou Okanogan (aux États-Unis), sont une population d'amérindiens dont le territoire d'origine s'étend de part et d'autre de la frontière entre l'État de Washington aux États-Unis et la province de Colombie-Britannique au Canada.
Dans leur propre langue les Okanagan s'appellent « Syilx », ils font partie des groupes ethnologique et linguistique appelés « salish de l'intérieur ».
Les Okanagan sont proches des autres tribus indiennes de la région : Spokane, Sinixt, Nez-Percés, Pend d'Oreilles, Shuswap et Nlaka'pamux (Thompson).

## Territoire
Le territoire traditionnel de la population Okanagan s'étend sur une superficie d'environ 69 000 km2. Sa limite nord est proche de Mica Creek, juste au nord de la ville de Revelstoke, tandis qu'il est délimité à l'est par le lac Kootenay. La frontière sud se situe à proximité de Wilbur dans l'État de Washington et la limite ouest correspond à la région de Nicola.

## Langue
La langue traditionnelle des Okanagans est le colville-okanagan qui fait partie des langues salish (sous-groupe salish de l'intérieur).

## Organisation
Dans le cadre de la loi sur les Indiens (Indian Act) de 1876, la population Okanagan du Canada est organisée sous la forme d'une nation composée de sept bandes différentes.
Les sept bandes constituants la nation Okanagan au Canada sont les suivantes :
- Westbank First Nation
- Okanagan Indian Band
- Penticton Indian Band
- Osoyoos Indian Band
- Lower Similkameen Indian Band
- Upper Similkameen Indian Band
- Upper Nicola Band

Aux États-Unis la population Okanagan est organisée dans une structure officielle dénommée Confederated tribes of the Colville Reservation dont les textes constitutionnels ont été approuvés par le gouvernement fédéral américain le 26 février 1938.